# Семянувка (Підляське воєводство)
Семянувка (пол. Siemianówka) — село в Польщі, у гміні Наровка Гайнівського повіту Підляського воєводства.
Населення — 426 осіб (2011).
У 1975-1998 роках село належало до Білостоцького воєводства.

## Демографія
Демографічна структура станом на 31 березня 2011 року:
|          | Загалом | Допрацездатний вік | Працездатний вік | Постпрацездатний вік |
| -------- | ------- | ------------------ | ---------------- | -------------------- |
| Чоловіки | 214     | 25                 | 154              | 35                   |
| Жінки    | 212     | 20                 | 103              | 89                   |
| Разом    | 426     | 45                 | 257              | 124                  |